# 梁祝西湖蝶夢
《梁祝西湖蝶夢》，為霹靂布袋戲推廣中國大陸市場所創作的國語奇幻武俠布袋戲。本片應邀於2011年第七屆中國國際動漫節舉辦首映活動，故事取材自經典文學，注入武俠視覺，描述義俠祝英台(別號望蠶生)與書生梁山伯的浪漫情緣。全劇120分鐘，為國語配音的布袋戲。

## 作品大事紀
- 2011年，霹靂國際多媒體與杭州籌拍《梁祝西湖蝶夢》，以霹靂布袋戲的操偶技藝和影視動畫演繹中國古典文學，將才子佳人的唯美愛情故事改編為奇幻武俠布袋。

- 2011年5月1日，在杭州第一世界大酒店蘇黎世廳舉行第一集加長版首映會。特映式由中國國際動漫節節展辦公室主辦、杭州市人民政府副秘書長張連水主持，中共杭州市委副書記葉明、霹靂國際多媒體董事長黃強華、翻翻動漫董事長沈浩及浙江廣播電視集團領導受邀出席。[1]

- 2012年1月22日，除夕夜六點於霹靂台灣台播映半小時特別節目。

- 2013年3月14日，霹靂國際多媒體發行全劇DVD-Video。

## 原聲配樂
- 片頭曲西湖蝶夢，1分35秒。曲:阿輪
- 片尾曲西湖戀 ，4分12秒。曲:阿輪 詞:黃亮勛 演唱:荒山亮、蔡佳縈

## 外部連結
- 陸國際動漫節 霹靂布袋戲演梁祝 （页面存档备份，存于）
- 台湾布袋戏与杭州文化实现完美融合 《梁祝之西湖蝶梦》亮相动漫节 （页面存档备份，存于）
- 布袋戲說“梁祝” 《西湖蝶夢》首映 （页面存档备份，存于）
- 霹靂原創偶動畫【梁祝西湖蝶夢】 （页面存档备份，存于）